# Итамос (гора)
Итамос (греч. Ίταμος) — гора в Греции. Расположена в южной части горной системы Пинд, к юго-востоку от водохранилища Тавропос, к югу от деревни Кастанея. Имеет две вершины-близнеца, видимые с Фессалийской равнины, высочайшая из которых высотой 1504 м над уровнем моря, севернее находится вершина высотой 1490 м. Другой вершиной на юге является гора Куцуро (Κούτσουρο) высотой 1283 м, на западе — гора Пиргулис (Πυργούλι) высотой 1247 м, расположенная к югу от деревни Муха (Μούχα) и водохранилища Тавропос. К юго-востоку от горы Итамос находится гора Капровуни высотой 1446 м.